# Robert Ward (gitarist)
Robert Ward (Luthersville (Georgia), 15 oktober 1938 - Dry Branch (Georgia), 25 december 2008) was een Amerikaans blues- en soulgitarist.

## Biografie
In 1960 richtte Ward met bassist Levoy Fredrick en drummer Cornelius Johnson de band The Ohio Untouchables op. De naam van de band ontleende hij aan de indertijd populaire televisieserie The Untouchables. Ward maakte gebruik van een versterker van het merk Magnatone, wat voor een vibrato-effect zorgde. In 1964 verliet hij de groep en verhuisde hij naar Toledo (Ohio). Hij werd vervangen door Leroy Bonner. De band werd na Wards vertrek omgedoopt tot The Ohio Players. Ward bracht in de late jaren zestig een aantal singles onder zijn eigen naam uit.
Aan het eind van de jaren zeventig werd Ward studiomuzikant bij Motown Records en verdween hij uit de publiciteit. Begin jaren negentig maakte hij zijn comeback. Hij werd herontdekt door Black Top Records, dat in 1991 zijn eerste soloalbum uitgaf, getiteld Fear No Evil. In de volgende vier jaar nam hij nog twee elpees op. Het platenlabel stopte in de late jaren negentig en Ward belandde bij Delmark Records, dat in 2000 zijn laatste album uitgaf, New Role Soul getiteld.
Ward had in zijn laatste levensjaren te kampen met ernstige gezondheidsproblemen. Hij overleed in december 2008.

## Discografie

### Studioalbums
- Fear No Evil (1991)
- Rhythm of the People (1993)
- Black Bottom (1995)
- Twiggs County Soul Man (1997)
- New Role Soul (2000)

### Verzamelalbums
- Hot Stuff (1995), verzameling van zijn albums uit de jaren zestig